# توميسلاف روجيتش
توميسلاف روجيتش (بالكرواتية: Tomislav Ružić) مواليد 2 يوليو 1979 في زادار، جمهورية كرواتيا الاشتراكية، هو لاعب كرة سلة كرواتي. بدأ مسيرته الاحترافية في سنة 1996. يلعب مع عنتاب في الدوري التركي لكرة السلة كلاعب وسط. يحمل الرقم 13. يبلغ طوله 6 قدم 10 بوصة (2.1 م).

## المسيرة الاحترافية
لعب مع زادار من سنة 1996 إلى 2002، ثم لعب مع سيبونا في موسم 2002–2003، ثم لعب مع بشكتاش لكرة السلة في الدوري التركي في موسم 2003–2004، ثم لعب مع أسفيل باسكت في الدوري الفرنسي من سنة 2004 إلى 2006، ثم لعب مع نادي زادار لكرة السلة من سنة 2008 إلى 2010، ثم لعب مع نادي طوفاس الرياضي في الدوري التركي من سنة 2010 إلى 2013، ثم لعب مع بشكطاش في موسم 2013–2014، ثم لعب مع عنتاب لكرة السلة في الدوري التركي في سنة 2014.

## روابط خارجية
- توميسلاف روجيتش على موقع الاتحاد الدولي لكرة السلة (الإنجليزية)
- توميسلاف روجيتش على موقع الدوري الأوروبي لكرة السلة (الإنجليزية)
- توميسلاف روجيتش على موقع كرة السلة الأوروبية.كوم (الإنجليزية)
- توميسلاف روجيتش على موقع ريلجم (الإنجليزية)
- توميسلاف روجيتش على موقع بروبوليرز (الإنجليزية)
- توميسلاف روجيتش على موقع سبورتس رفرنس (الإنجليزية)